# Coloborhynchus
Coloborhynchus araripensis ist ein fossiler Vertreter der Flugsaurier aus der Santana-Formation in Brasilien. Er gehört zur Familie der Ornithocheiridae und lebte vor etwa 110 Millionen Jahren.
Beschrieben wurde dieses Fossil 1985 von dem Paläontologen Peter Wellnhofer. Coloborhynchus araripensis hatte eine Flügelspannweite von etwa drei Metern.